# 캘빈 정
캘빈 정(Calvin Jung, 1945년 2월 17일 ~ )은 미국의 배우이다.
뉴욕에서 태어났다.

## 영화
- 프랭키와 쟈니 (1991년)
- 아메리칸 닌자 3 (1989년)
- 로보캅 (1987년)
- 그날 이후 (1983년)
- 챌린지 (1982년)
- 포뮬라 (1980년)